# Championnat de Russie de football 2005
Navigation
Saison précédente Saison suivante
La saison 2005 de Premier-Liga est la quatorzième édition de la première division russe.
Lors de cette saison, le Lokomotiv Moscou a tenté de conserver son titre de champion de Russie face aux quinze meilleurs clubs russes lors d'une série de matchs se déroulant sur toute l'année.
Chacun des seize clubs participant au championnat a été confronté à deux reprises aux quinze autres.
Quatre places étaient qualificatives pour les compétitions européennes, la cinquième place étant celles du vainqueur de la Coupe de Russie 2005-2006.
C'est le CSKA Moscou qui a été sacré champion de Russie pour la deuxième fois.

## Clubs participants
CSKA Moscou
Dynamo Moscou
Lokomotiv Moscou
FK Moscou
Spartak Moscou
Torpedo Moscou
Légende des couleurs
- Deuxième tour de qualification de la Ligue des champions 2005-2006
- Premier tour de la Coupe UEFA 2005-2006
- Deuxième tour de qualification de la Coupe UEFA 2005-2006
- Promu de deuxième division

| Club                     | Présent depuis | Classement 2004 | Entraîneur                        | Stade                       | Capacité théorique |
| ------------------------ | -------------- | --------------- | --------------------------------- | --------------------------- | ------------------ |
| Lokomotiv Moscou         | 1992           | 1               | Vladimir Echtrekov (en)           | Stade Lokomotiv             | 28 800             |
| CSKA Moscou              | 1992           | 2               | Valeri Gazzaev                    | Stade Loujniki              | 84 745             |
| Krylia Sovetov Samara    | 1992           | 3               | Gadji Gadjiev                     | Stade Metallourg            | 33 220             |
| Zénith Saint-Pétersbourg | 1996           | 4               | Vlastimil Petržela                | Stade Petrovski             | 22 000             |
| Torpedo Moscou           | 1992           | 5               | Sergueï Petrenko                  | Stade Eduard Streltsov      | 13 200             |
| Chinnik Iaroslavl        | 2002           | 6               | Oleg Dolmatov                     | Stade Chinnik               | 22 990             |
| Saturn Ramenskoïe        | 1999           | 7               | Vladimir Chevtchouk (en)          | Stade Saturn                | 14 685             |
| Spartak Moscou           | 1992           | 8               | Aleksandrs Starkovs               | Stade Loujniki              | 84 745             |
| FK Moscou                | 2001           | 9               | Leonid Sloutski                   | Stade Eduard Streltsov      | 13 200             |
| Rubin Kazan              | 2003           | 10              | Kurban Berdyev                    | Stade central               | 10 000             |
| Amkar Perm               | 2004           | 11              | Sergueï Oborine                   | Stade Zvezda                | 17 000             |
| Dynamo Moscou            | 1992           | 13              | Andreï Kobelev (intérim)          | Stade Dynamo                | 36 540             |
| FK Rostov                | 1995           | 12              | Sergueï Balakhnine (en)           | Olimp-21 vek                | 15 840             |
| Alania Vladikavkaz       | 1992           | 14              | Aleksandr Ianovski (en) (intérim) | Stade Spartak               | 32 600             |
| Terek Grozny             | 2005           | 1 (D2)          | Aleksandr Tarkhanov               | Stade central de Piatigorsk | 10 365             |
| Tom Tomsk                | 2005           | 2 (D2)          | Anatoli Bychovets                 | Stade Troud                 | 10 000             |

### Changements d'entraîneur
| Club               | Entraîneur partant          | Date de départ | Entraîneur arrivant               | Date d'arrivée |
| ------------------ | --------------------------- | -------------- | --------------------------------- | -------------- |
| Alania Vladikavkaz | Bakhva Tedeïev (en)         | avril 2005     | Edgar Gess (en)                   | avril 2005     |
| Dynamo Moscou      | Oleg Romantsev              | mai 2005       | Andreï Kobelev (intérim)          | mai 2005       |
| Lokomotiv Moscou   | Iouri Siomine               | mai 2005       | Vladimir Echtrekov (en)           | mai 2005       |
| Saturn Ramenskoïe  | Aleksandr Tarkhanov         | mai 2005       | Vladimir Chevtchouk (en)          | mai 2005       |
| Alania Vladikavkaz | Edgar Gess (en)             | juillet 2005   | Itzhak Shum                       | juillet 2005   |
| Dynamo Moscou      | Andreï Kobelev (intérim)    | juillet 2005   | Ivo Wortmann                      | juillet 2005   |
| FK Moscou          | Valeri Petrakov             | juillet 2005   | Leonid Sloutski                   | juillet 2005   |
| FK Rostov          | Guennadi Stiopouchkine (en) | juillet 2005   | Valeri Petrakov                   | juillet 2005   |
| FK Rostov          | Valeri Petrakov             | août 2005      | Sergueï Balakhnine (en)           | août 2005      |
| Tom Tomsk          | Boris Stoukalov (en)        | août 2005      | Anatoli Bychovets                 | août 2005      |
| Alania Vladikavkaz | Itzhak Shum                 | octobre 2005   | Aleksandr Ianovski (en) (intérim) | octobre 2005   |
| Terek Grozny       | Vaït Talgaïev (en)          | octobre 2005   | Aleksandr Tarkhanov               | octobre 2005   |
| Dynamo Moscou      | Ivo Wortmann                | novembre 2005  | Andreï Kobelev (intérim)          | novembre 2005  |

## Compétition

### Qualifications en coupes d'Europe
À l'issue de la saison, le champion s'est qualifié pour le troisième tour préliminaire de la Ligue des champions 2006-2007, le deuxième s'est quant à lui qualifié pour le deuxième tour préliminaire de cette même Ligue des champions.
Le vainqueur de la Coupe de Russie 2004-2005 et le finaliste ayant terminé aux deux premières places du championnat, c'est le troisième qui a pris la première des deux places en Coupe UEFA 2005-2006, l'autre place est revenue au quatrième du championnat. Il est à noter cependant que la première place était directement qualificative pour le premier tour de la compétition alors que la suivante n'était qualificative que pour le deuxième tour de qualification.

### Classement
Le classement est établi sur le barème classique de points (victoire à 3 points, match nul à 1, défaite à 0).
Pour départager les équipes à égalité de points, on tient d'abord compte des confrontations directes, puis si la qualification ou la relégation est en jeu, les deux équipes jouent une rencontre d'appui sur terrain neutre.
| Rang | Équipe                   | Pts | J  | G  | N  | P  | Bp | Bc | Diff |
| ---- | ------------------------ | --- | -- | -- | -- | -- | -- | -- | ---- |
| 1    | CSKA Moscou C            | 62  | 30 | 18 | 8  | 4  | 48 | 20 | +28  |
| 2    | Spartak Moscou           | 56  | 30 | 16 | 8  | 6  | 47 | 26 | +21  |
| 3    | Lokomotiv Moscou T S     | 56  | 30 | 14 | 14 | 2  | 41 | 18 | +23  |
| 4    | Rubin Kazan              | 51  | 30 | 14 | 9  | 7  | 45 | 31 | +14  |
| 5    | FK Moscou                | 50  | 30 | 14 | 8  | 8  | 36 | 26 | +10  |
| 6    | Zénith Saint-Pétersbourg | 49  | 30 | 13 | 10 | 7  | 45 | 26 | +19  |
| 7    | Torpedo Moscou           | 45  | 30 | 12 | 9  | 9  | 37 | 33 | +4   |
| 8    | Dynamo Moscou            | 38  | 30 | 12 | 2  | 16 | 36 | 46 | -10  |
| 9    | Chinnik Iaroslavl        | 38  | 30 | 9  | 11 | 10 | 26 | 31 | -5   |
| 10   | Tom Tomsk P              | 37  | 30 | 9  | 10 | 11 | 28 | 33 | -5   |
| 11   | Saturn Ramenskoïe        | 33  | 30 | 8  | 9  | 13 | 23 | 25 | -2   |
| 12   | Amkar Perm               | 33  | 30 | 7  | 12 | 11 | 25 | 36 | -11  |
| 13   | FK Rostov                | 31  | 30 | 8  | 7  | 15 | 26 | 41 | -15  |
| 14   | Krylia Sovetov Samara    | 29  | 30 | 7  | 8  | 15 | 29 | 44 | -15  |
| 15   | Alania Vladikavkaz       | 23  | 30 | 5  | 8  | 17 | 27 | 53 | -26  |
| 16   | Terek Grozny P           | 20  | 30 | 5  | 5  | 20 | 20 | 50 | -30  |

| Légende : Qualifications et relégations | Légende : Qualifications et relégations                                                                                             |
| --------------------------------------- | --- |
|                                         | Ligue des champions 2006-2007 (3e tour préliminaire)                                                                                |
|                                         | Ligue des champions 2006-2007 (2e tour préliminaire)                                                                                |
|                                         | Coupe UEFA 2006-2007 (1er tour) |
|                                         | Coupe UEFA 2006-2007 (2e tour de qualification)                                                                                     |
|                                         | Coupe Intertoto 2006 (2e tour) |
|                                         | Relégation en deuxième division |
|                                         | T : Tenant du titre 2004 P : Promu 2004 C : Vainqueur de la Coupe de Russie 2005-2006 S : Vainqueur de la Supercoupe de Russie 2005 |

### Matchs
| Résultats (▼dom., ►ext.)                                   | Ala | Amk | CSK | DyM | Kry | LoM | FKM | Ros | Rub | Sat | Chi | SpM | Ter | Tom | ToM | Zén |
| Alania Vladikavkaz                                         |     | 0-1 | 1-1 | 2-4 | 2-0 | 0-0 | 0-2 | 0-0 | 4-3 | 1-1 | 1-1 | 2-1 | 1-0 | 1-2 | 2-2 | 0-3 |
| Amkar Perm                                                 | 0-0 |     | 0-1 | 4-1 | 1-1 | 3-4 | 0-0 | 1-0 | 1-0 | 3-2 | 0-0 | 0-0 | 0-0 | 0-0 | 0-0 | 1-0 |
| CSKA Moscou                                                | 4-3 | 3-1 |     | 2-0 | 5-0 | 0-0 | 1-1 | 2-1 | 2-1 | 1-0 | 2-0 | 1-0 | 3-0 | 2-0 | 2-0 | 1-1 |
| Dynamo Moscou                                              | 1-0 | 1-2 | 1-2 |     | 3-1 | 0-0 | 0-2 | 2-1 | 3-1 | 1-0 | 1-0 | 0-1 | 0-1 | 0-0 | 2-1 | 1-2 |
| Krylia Sovetov Samara                                      | 2-0 | 1-0 | 2-2 | 0-1 |     | 0-0 | 4-1 | 1-1 | 2-2 | 1-0 | 1-0 | 1-3 | 0-1 | 1-1 | 0-1 | 3-0 |
| Lokomotiv Moscou                                           | 3-0 | 1-1 | 3-2 | 4-1 | 1-0 |     | 0-0 | 4-0 | 1-0 | 1-1 | 0-0 | 1-1 | 4-0 | 2-0 | 0-3 | 0-0 |
| FK Moscou                                                  | 1-0 | 1-0 | 0-0 | 2-1 | 0-1 | 0-1 |     | 1-0 | 0-1 | 0-1 | 3-2 | 3-1 | 2-1 | 4-1 | 1-1 | 2-0 |
| FK Rostov                                                  | 1-0 | 2-0 | 0-2 | 0-3 | 2-1 | 1-1 | 1-0 |     | 0-1 | 0-0 | 2-2 | 0-1 | 1-0 | 2-0 | 1-1 | 0-1 |
| Rubin Kazan                                                | 4-2 | 2-0 | 1-0 | 2-1 | 2-1 | 3-1 | 1-1 | 1-1 |     | 0-0 | 2-0 | 0-0 | 1-1 | 0-0 | 5-1 | 1-0 |
| Saturn Ramenskoïe                                          | 3-1 | 2-0 | 0-1 | 0-1 | 1-1 | 0-0 | 1-2 | 2-0 | 0-0 |     | 1-0 | 1-1 | 3-2 | 0-2 | 1-0 | 0-0 |
| Chinnik Iaroslavl                                          | 1-0 | 1-1 | 1-1 | 2-1 | 3-1 | 0-2 | 0-1 | 2-1 | 3-2 | 1-0 |     | 1-3 | 2-1 | 0-0 | 1-3 | 1-0 |
| Spartak Moscou                                             | 5-1 | 1-1 | 1-3 | 5-1 | 1-0 | 1-2 | 0-2 | 2-0 | 3-0 | 1-0 | 1-1 |     | 3-0 | 2-1 | 1-0 | 1-1 |
| Terek Grozny                                               | 1-2 | 2-2 | 1-0 | 0-1 | 2-0 | 0-3 | 0-0 | 2-3 | 1-5 | 1-0 | 0-1 | 1-2 |     | 0-1 | 0-1 | 0-0 |
| Tom Tomsk                                                  | 0-0 | 3-0 | 0-0 | 3-2 | 4-2 | 0-0 | 3-2 | 1-2 | 1-2 | 0-3 | 0-0 | 0-1 | 2-0 |     | 1-1 | 2-0 |
| Torpedo Moscou                                             | 3-0 | 2-1 | 0-2 | 2-1 | 0-0 | 0-1 | 2-0 | 3-1 | 1-1 | 2-0 | 0-0 | 1-3 | 2-1 | 3-0 |     | 0-4 |
| Zénith Saint-Pétersbourg                                   | 3-1 | 5-1 | 1-0 | 4-1 | 4-1 | 1-1 | 2-2 | 4-2 | 0-1 | 1-0 | 0-0 | 1-1 | 5-1 | 1-0 | 1-1 |     |
| - Victoire à domicile - Match nul - Victoire à l'extérieur |     |     |     |     |     |     |     |     |     |     |     |     |     |     |     |     |

## Statistiques
| Rang | Joueur                | Club                     | Buts |
| ---- | --------------------- | ------------------------ | ---- |
| 1    | Dmitri Kiritchenko    | FK Moscou                | 14   |
| 2    | Derlei                | Dynamo Moscou            | 13   |
| 3    | Igor Semshov          | Torpedo Moscou           | 12   |
| 4    | Roman Pavlioutchenko  | Spartak Moscou           | 11   |
| 5    | Aleksandr Panov       | Torpedo Moscou           | 10   |
| 5    | Ivica Olic            | CSKA Moscou              | 10   |
| 7    | Andreï Archavine      | Zénith Saint-Pétersbourg | 9    |
| 8    | Jambulad Bazaïev (en) | Alania Vladikavkaz       | 8    |
| 8    | Diniar Bilialetdinov  | Lokomotiv Moscou         | 8    |

| Rang | Joueur                  | Club                     | Passes |
| ---- | ----------------------- | ------------------------ | ------ |
| 1    | Daniel Carvalho         | CSKA Moscou              | 11     |
| 2    | Andreï Archavine        | Zénith Saint-Pétersbourg | 9      |
| 3    | Danny                   | Dynamo Moscou            | 7      |
| 3    | Dmitri Loskov           | Lokomotiv Moscou         | 7      |
| 5    | Egor Titov              | Spartak Moscou           | 6      |
| 5    | Alekseï Meliochine (en) | FK Moscou                | 6      |

## Les 33 meilleurs joueurs de la saison
À l'issue de la saison, la fédération russe de football désigne les 33 meilleurs joueurs du championnat (ru).
Gardien
1. Igor Akinfeïev (CSKA Moscou)
2. Wojciech Kowalewski (Spartak Moscou)
3. Sergueï Ovtchinnikov (Lokomotiv Moscou)

Arrière droit
1. Vassili Bérézoutski (CSKA Moscou)
2. Aleksandr Anioukov (Krylia Sovetov Samara/Zénith Saint-Pétersbourg)
3. Jerry-Christian Tchuissé (en) (FK Moscou)

Défenseur central droit
1. Sergueï Ignachevitch (CSKA Moscou)
2. Malkhaz Asatiani (Lokomotiv Moscou)
3. Antônio Géder (Saturn Ramenskoïe)

Défenseur central gauche
1. Nemanja Vidić (Spartak Moscou)
2. Dmitri Sennikov (Lokomotiv Moscou)
3. Pavel Mareš (Zénith Saint-Pétersbourg)

Arrière gauche
1. Alexeï Bérézoutski (CSKA Moscou)
2. Calisto (en) (Rubin Kazan)
3. Oleg Kouzmine (Zénith Saint-Pétersbourg)

Milieu défensif
1. Elvir Rahimić (CSKA Moscou)
2. Francisco Lima (Lokomotiv Moscou)
3. McBeth Sibaya (Rubin Kazan)

Milieu droit
1. Chidi Odiah (CSKA Moscou)
2. Marat Izmaïlov (Lokomotiv Moscou)
3. Vladimir Bystrov (Zénith Saint-Pétersbourg/Spartak Moscou)

Milieu central
1. Daniel Carvalho (CSKA Moscou)
2. Igor Semchov (Torpedo Moscou)
3. Dmitri Loskov (Lokomotiv Moscou)

Milieu gauche
1. Iouri Jirkov (CSKA Moscou)
2. Diniar Bilialetdinov (Lokomotiv Moscou)
3. Piotr Bystrov (en) (Saturn Ramenskoïe)

Attaquant droit
1. Andreï Archavine (Zénith Saint-Pétersbourg)
2. Dmitri Sytchev (Lokomotiv Moscou)
3. Aleksandr Kerjakov (Zénith Saint-Pétersbourg)

Attaquant gauche
1. Dmitri Kiritchenko (FK Moscou)
2. Vágner Love (CSKA Moscou)
3. Derlei (Dynamo Moscou)

## Bilan de la saison
| Championnat de Russie de football 2005    |                          |
| Champion                                  | CSKA Moscou (2e titre)   |
| Coupes et trophées                        |                          |
| Vainqueur de la Coupe de Russie 2005-2006 | CSKA Moscou              |
| Vainqueur de la Supercoupe de Russie 2005 | Lokomotiv Moscou         |
| Qualifications continentales              |                          |
| Ligue des champions 2006-2007             | CSKA Moscou              |
| Ligue des champions 2006-2007             | Spartak Moscou           |
| Coupe UEFA 2006-2007                      | Lokomotiv Moscou         |
| Coupe UEFA 2006-2007                      | Rubin Kazan              |
| Coupe Intertoto 2006                      | FK Moscou                |
| Promotions et relégations                 |                          |
| Promus en première division               | Luch-Energia Vladivostok |
| Promus en première division               | Spartak Naltchik         |
| Relégués en deuxième division             | Alania Vladikavkaz       |
| Relégués en deuxième division             | Terek Grozny             |